# اشكاردشت (مقاطعة تشالوس)
اشكاردشت (بالفارسية: اشکاردشت) هي قرية تقع في قسم كلارستاق الشرقي الريفي (مقاطعة تشالوس) في إيران. يقدر عدد سكانها بـ 1,277 نسمة .